# Sarasău, Maramureș
Sarasău este satul de reședință al comunei cu același nume din județul Maramureș, Transilvania, România.

## Etimologie
Etimologia numelui localității: din n. top. Sarasău < magh. szárazaszó „valea seacă” < magh. száraz „sec, uscat” + magh. aszó „albie (seacă)”. 

## Istorie
Se presupune că Sarasău a fost centrul Cnezatului Câmpulungului, care a existat în secolul al XIII-lea și cuprindea vreo 16-18 sate de pe valea superioară a Tisei și de pe valea Tarasului.
Prima atestare documentară: 1345 (Kenezyatus de Zorwazou, Zarwazow). 

## Monumente istorice
- Biserica „Sfinții Arhangheli” (1600)
- Casa Mihaly (sec. XVIII);
- Casa Iurca (sec. XIX);
- Casa Man (sec. XIX).

## Personalități locale
- Iosif Man (1817-1876), jurist, avocat, prim-pretor, deputat în Parlamentul de la Budapesta, președinte al Asociațiunii pentru Cultura Poporului Român din Maramureș, inițiator al Societății de lectură Dragoșiana.
- Găvrilă Mihalyi (1872-1955), prefect al jud. Maramureș (ianuarie 1922 - aprilie 1926; noiembrie 1933 – septembrie 1935); subprefect în perioada 1919-1920. Vol. Reflexii asupra diplomelor maramureșene din secolele XIV-XV (1934).
- Petru Mihalyi (1880-1951), deputat; prefect al jud. Maramureș (iulie 1936-iulie 1937).
- Abraham Adler (1916-2003), muzicolog evreu; supravițuitor al Holocaustului.

## Galerie de imagini

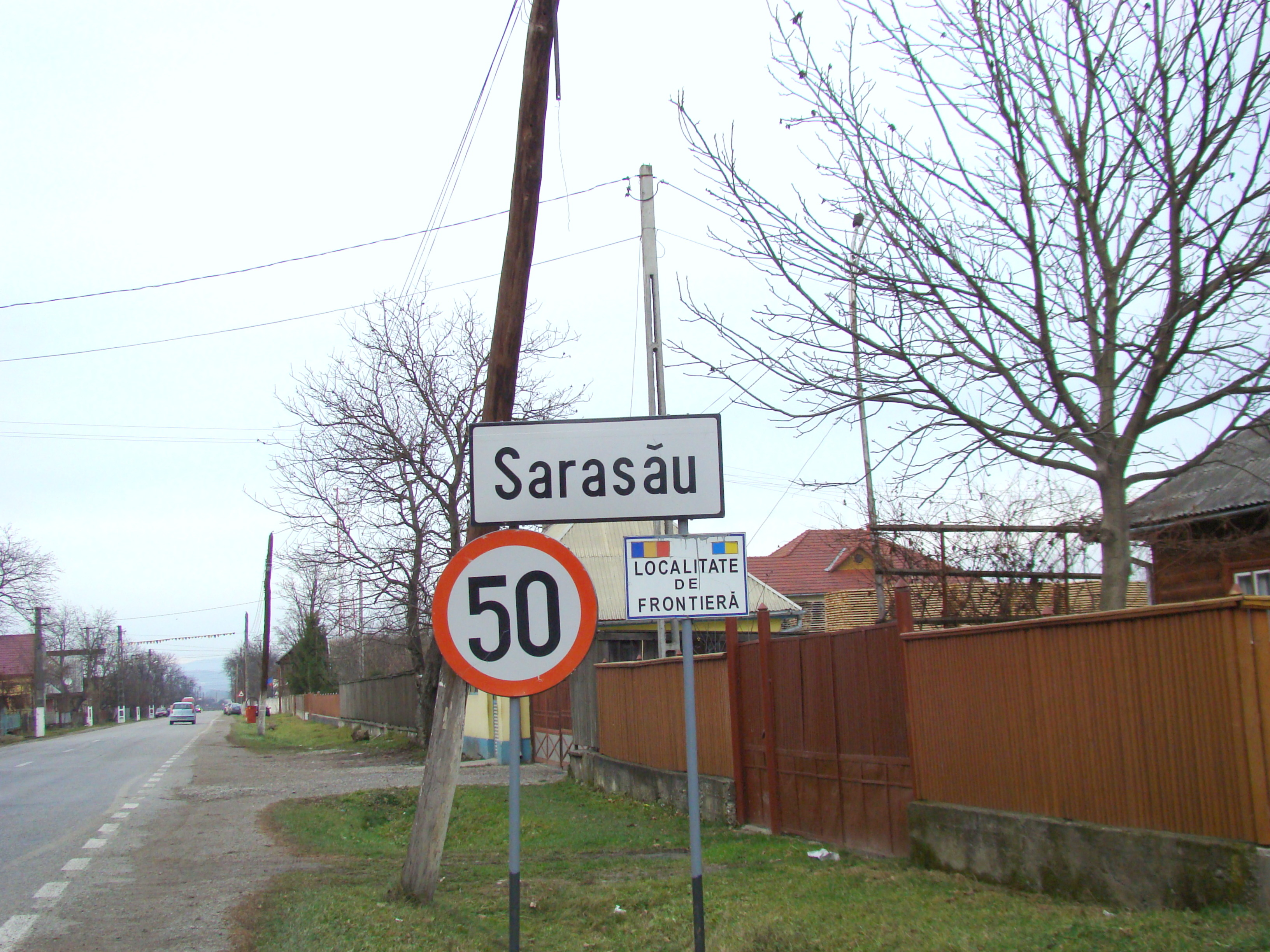
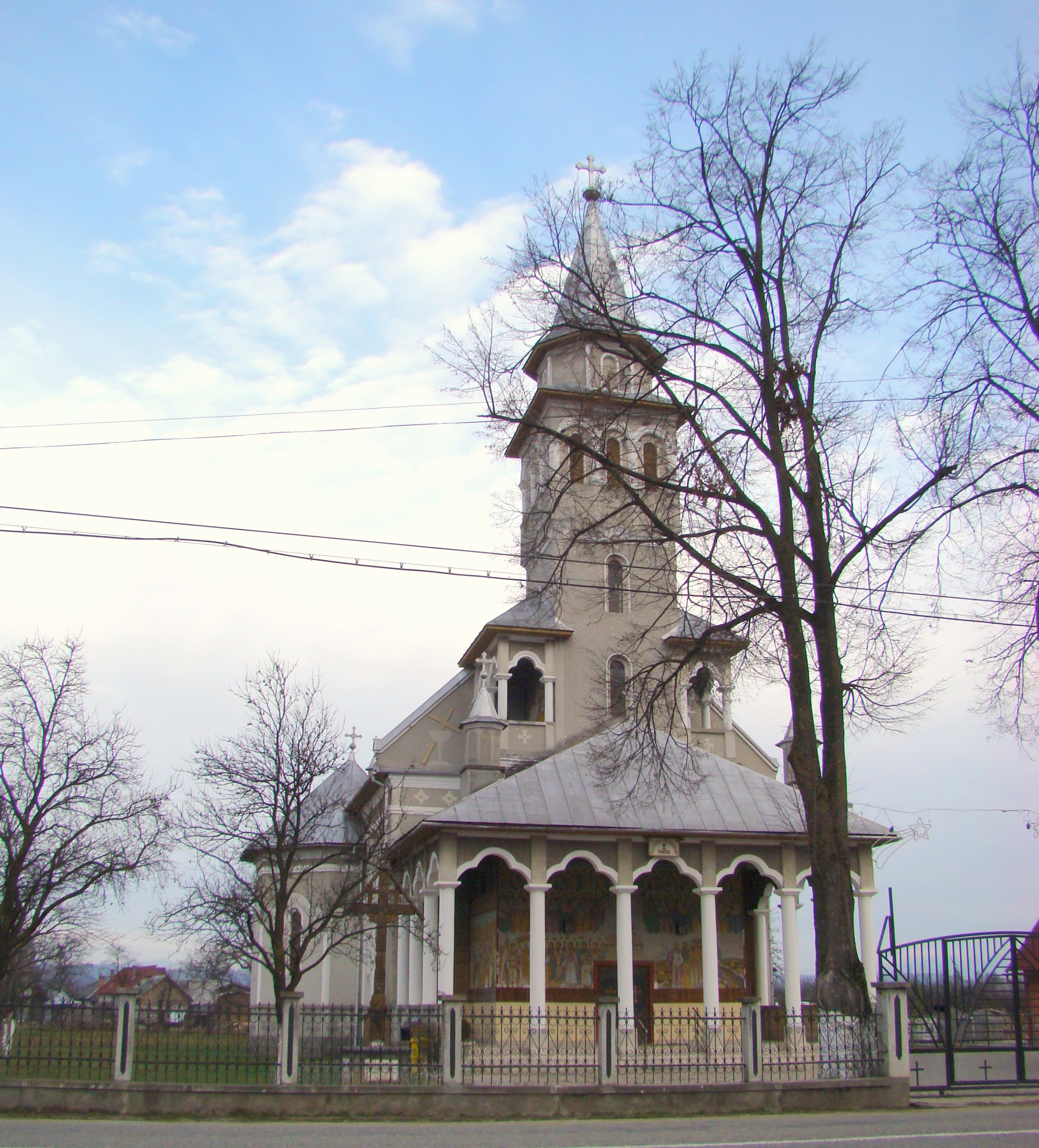
Biserica ortodoxă
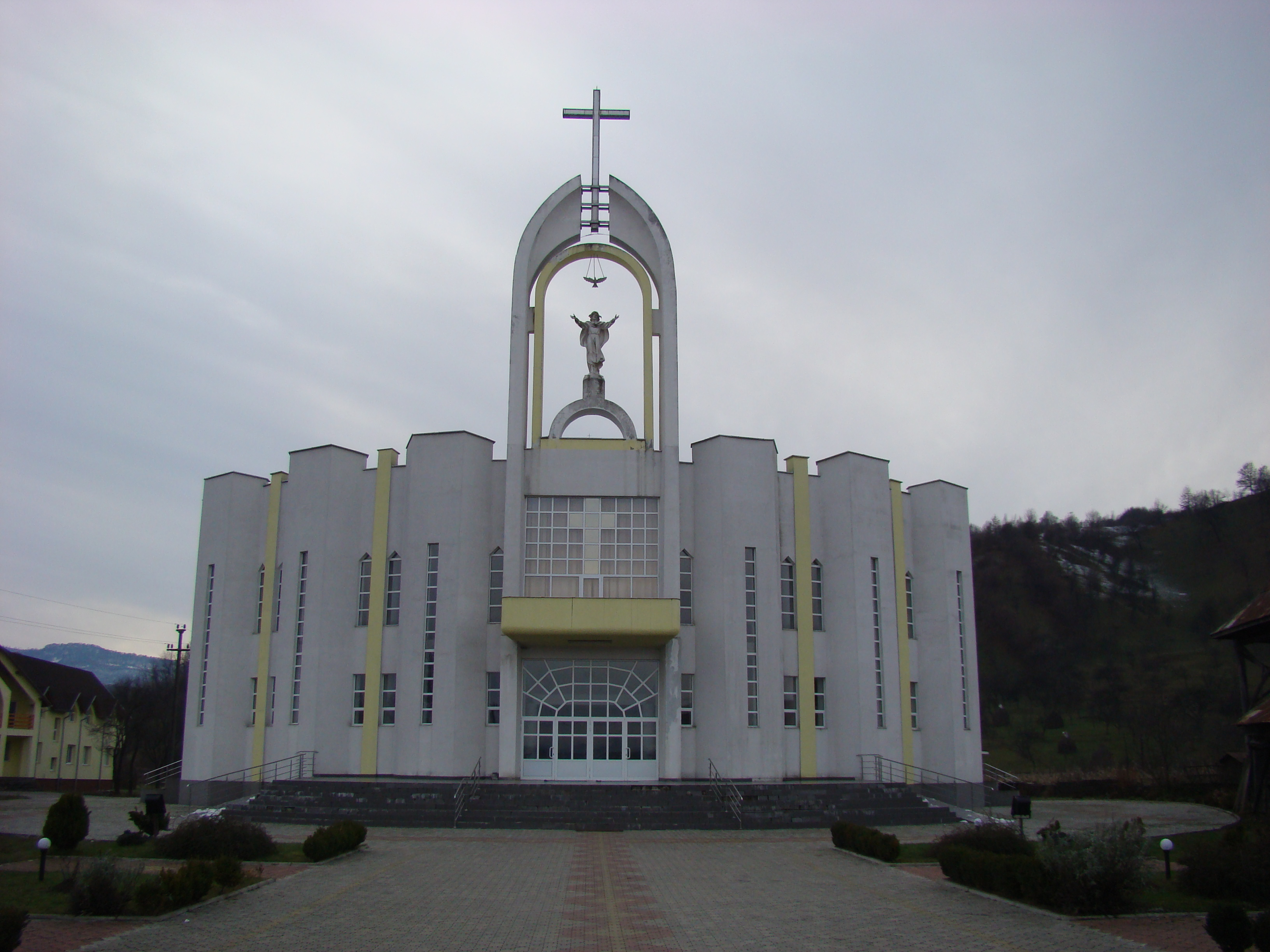
Biserica greco-catolică
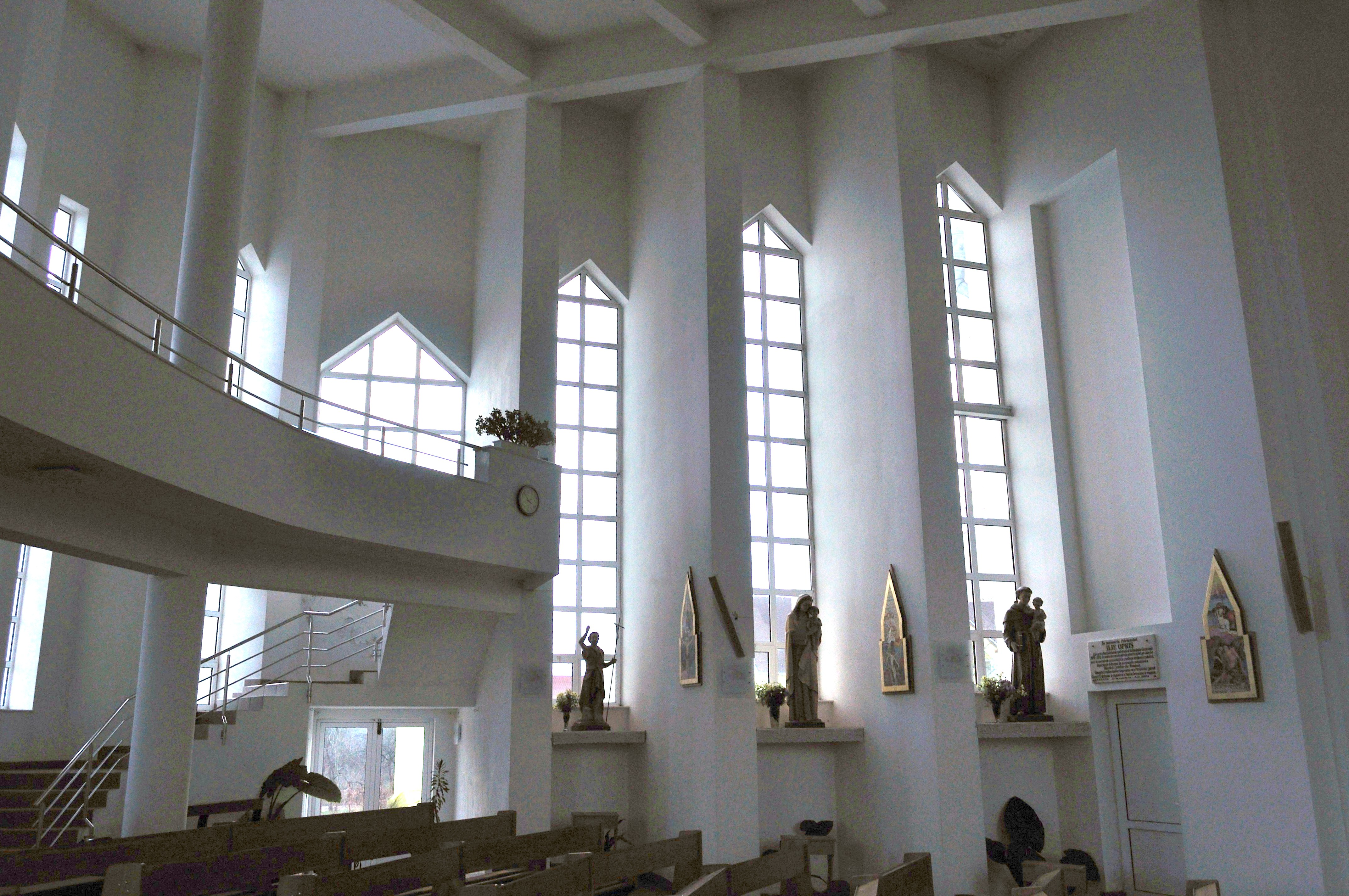
Biserica greco-catolică (interior)

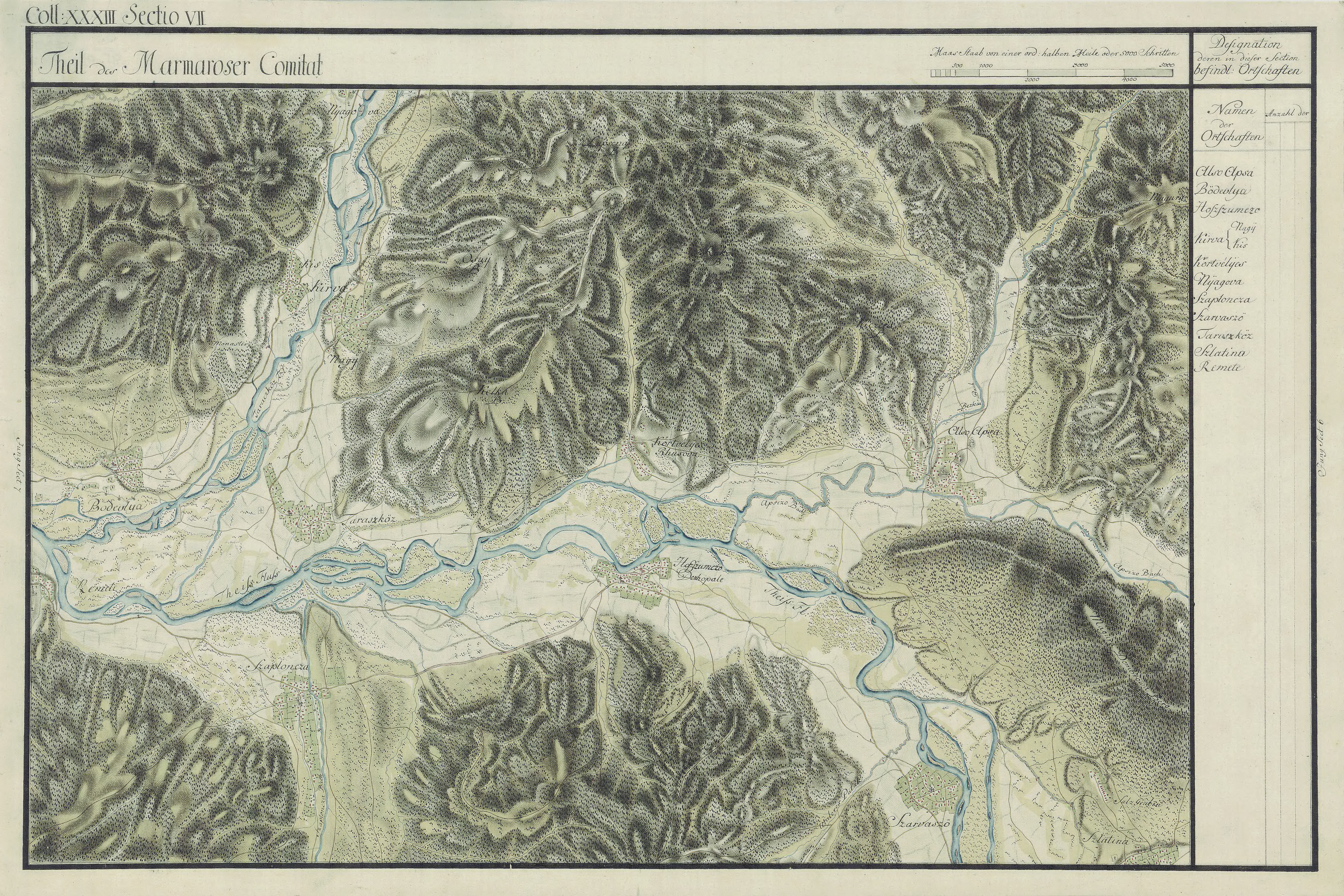
Sarasău în Harta Iosefină a Comitatului Maramureșului, 1782-85

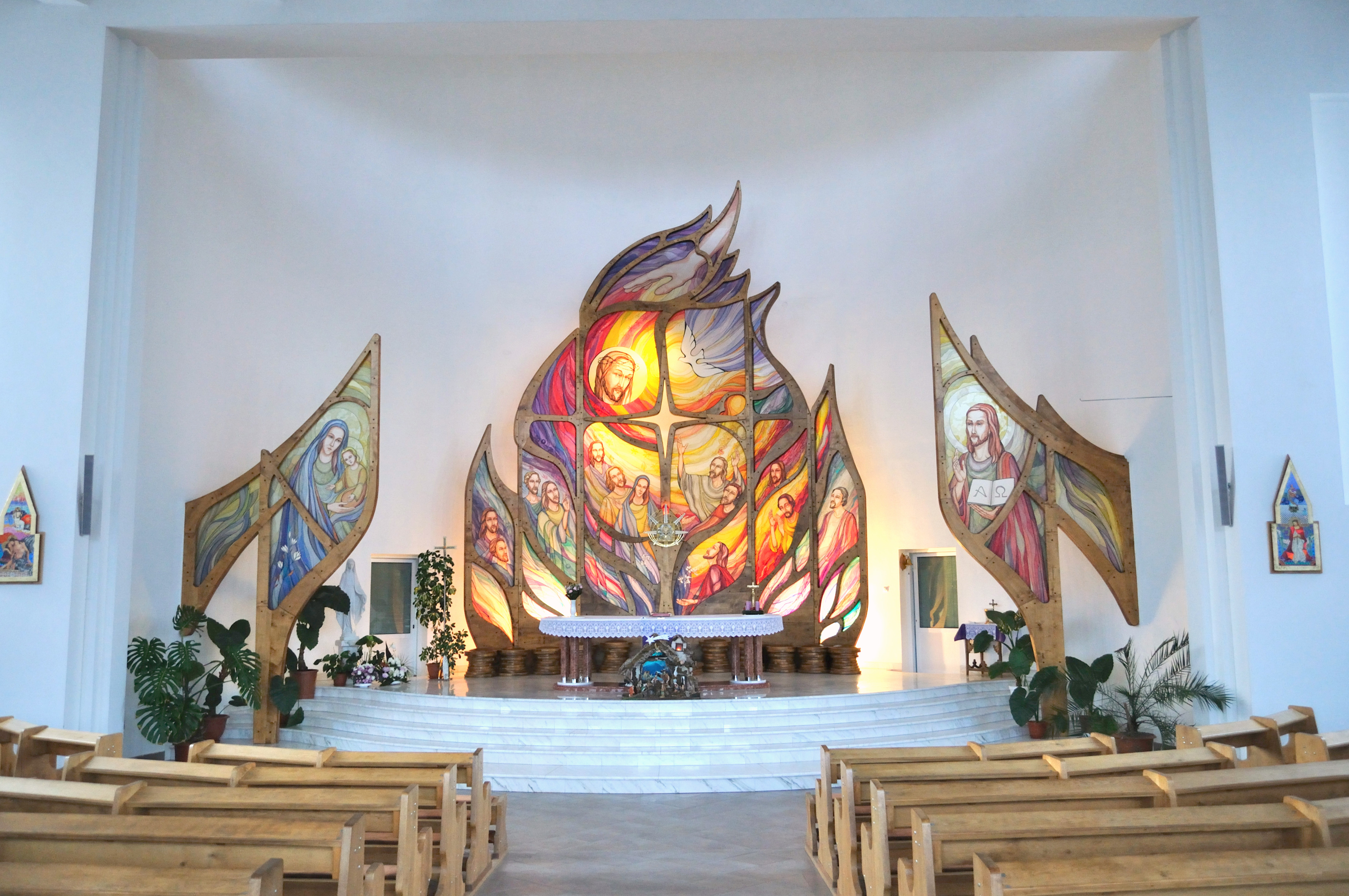
Biserica greco-catolică (interior)
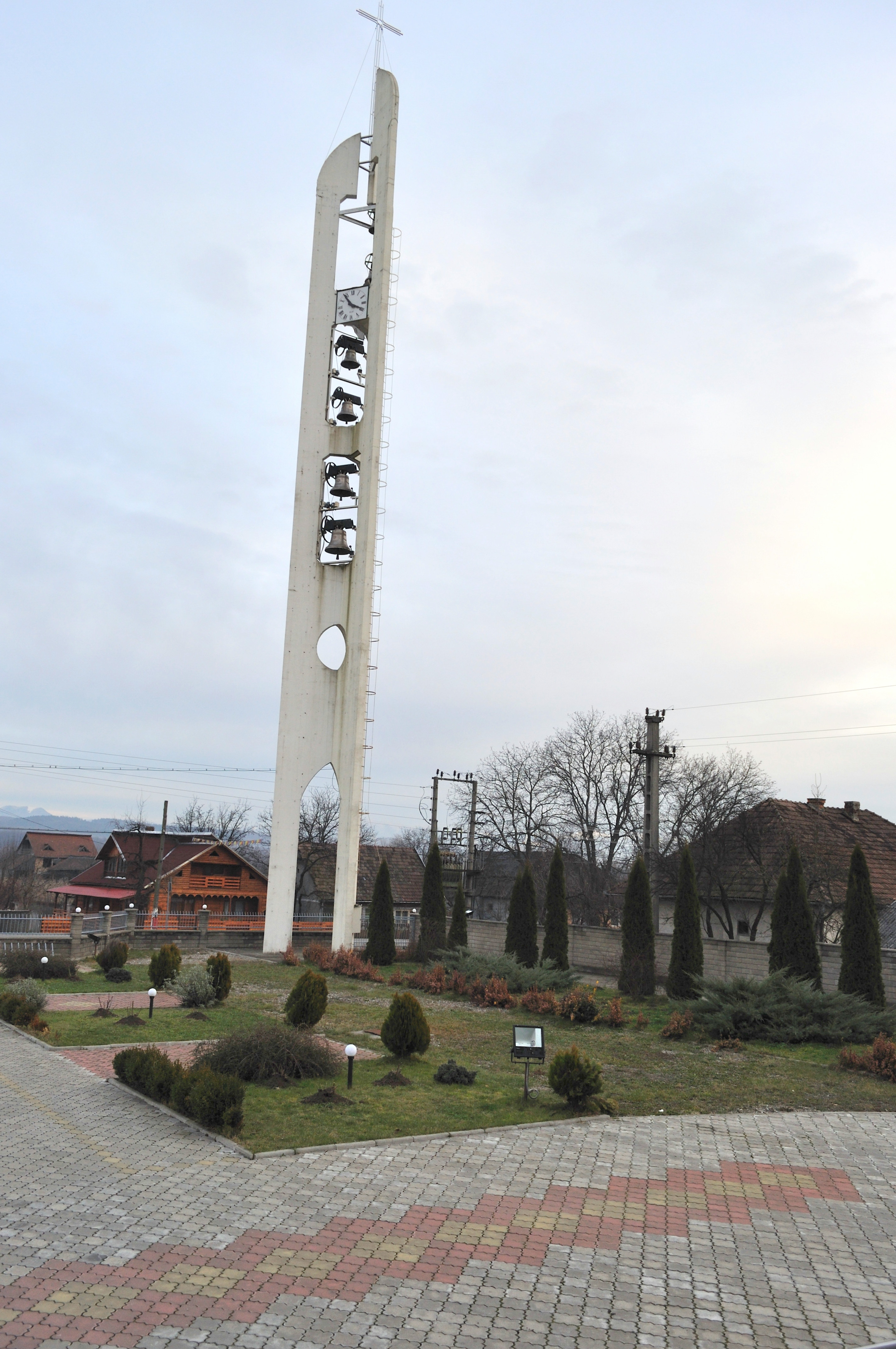
Biserica greco-catolică (clopotnița)